# Бананал

Острів Бананал

Банана́л (ісп. Bananal) — річковий острів у Бразилії, у басейні річки Токантінс, правої притоки річки Амазонка. Це найбільший річковий острів у світі.
Острів знаходиться в долині річки Арагуая, лівої притоки річки Токантінс. У середній течії Арагуая розгалужується на 2 рукави, які й утворюють Бананал. Лівий рукав — це безпосередньо річка Арагуая, а правий носить назву Брако-Менор-ду-Арагуая.
Довжина острова становить 350 км, ширина — 55 км.
Площа острова становить 19 162 км².
Бананал — об’єкт екотуризму. Згідно зі статтею 28 Кодексу Індіанської конституції 19 грудня 1973 року у північній третині острова був створений Національний парк Арагуая площею 5 577 км². Південна частина була перетворена на індіанську резервацію. Зараз на острові проживають у 16 селищах виключно індіанці народу каража (порт. Carajás), що підрозделяються на 4 племені:
- жавая;
- нараха;
- ава-канейро;
- туша.

Острів не має сухопутного сполучення з материковою Бразилією, тому єдиним транспортом лишаються човни. Хоча в мілководний період річки Арагуая (червень-серпень) на острів можна потрапити автомобілем.
Острів вкритий лісами сельви, що зростають на непрохідних болотах. Це водно-болотне угіддя міжнародного значення, що охороняється Рамсарською конвенцією (з 1993).

## Галерея

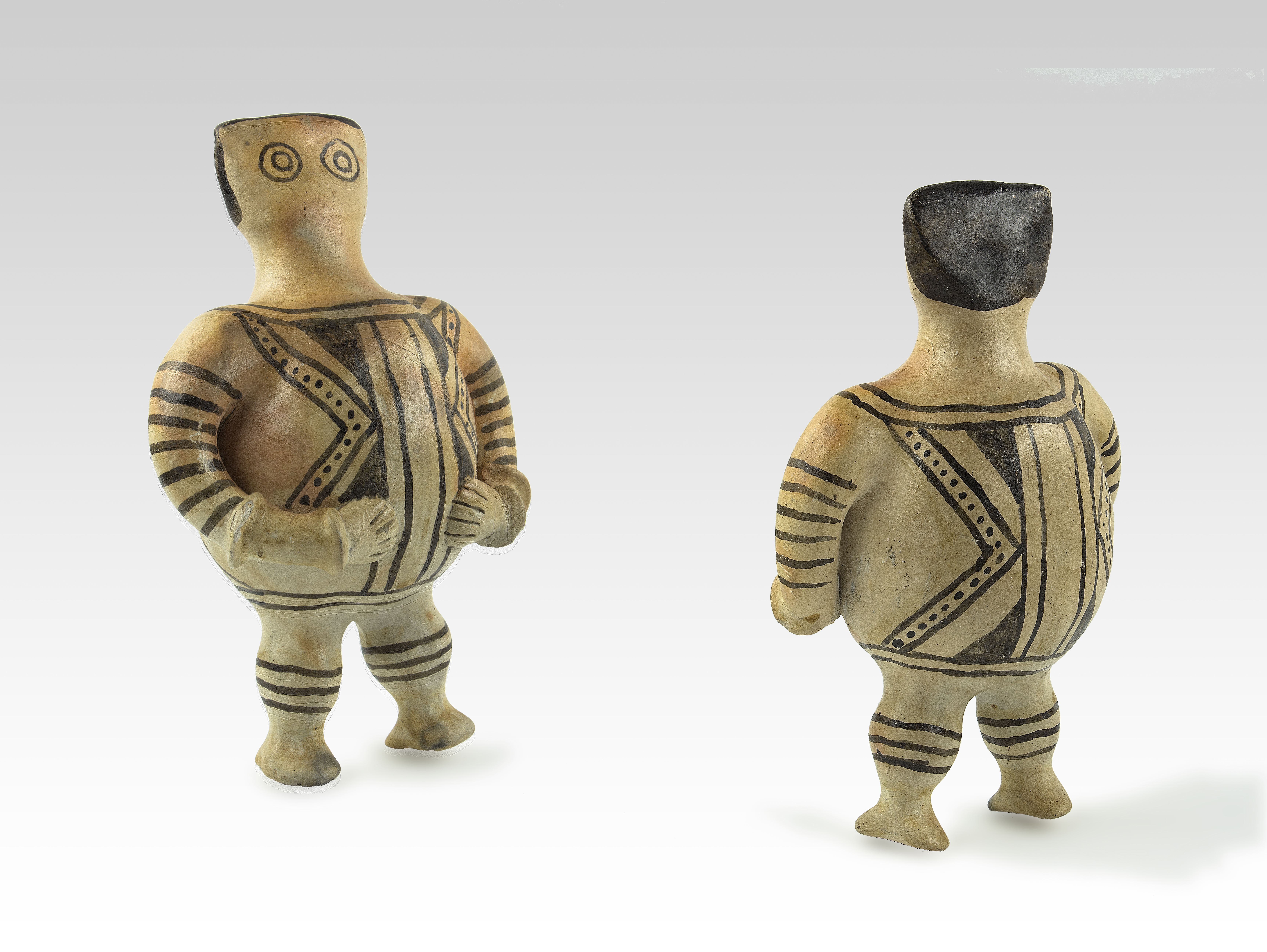
Керамічна статуетка міфічної істоти (17,0 × 11,5 × 7,0 см)[3] — зразок виробів индіанських жінок культури каража. Тулузький музей
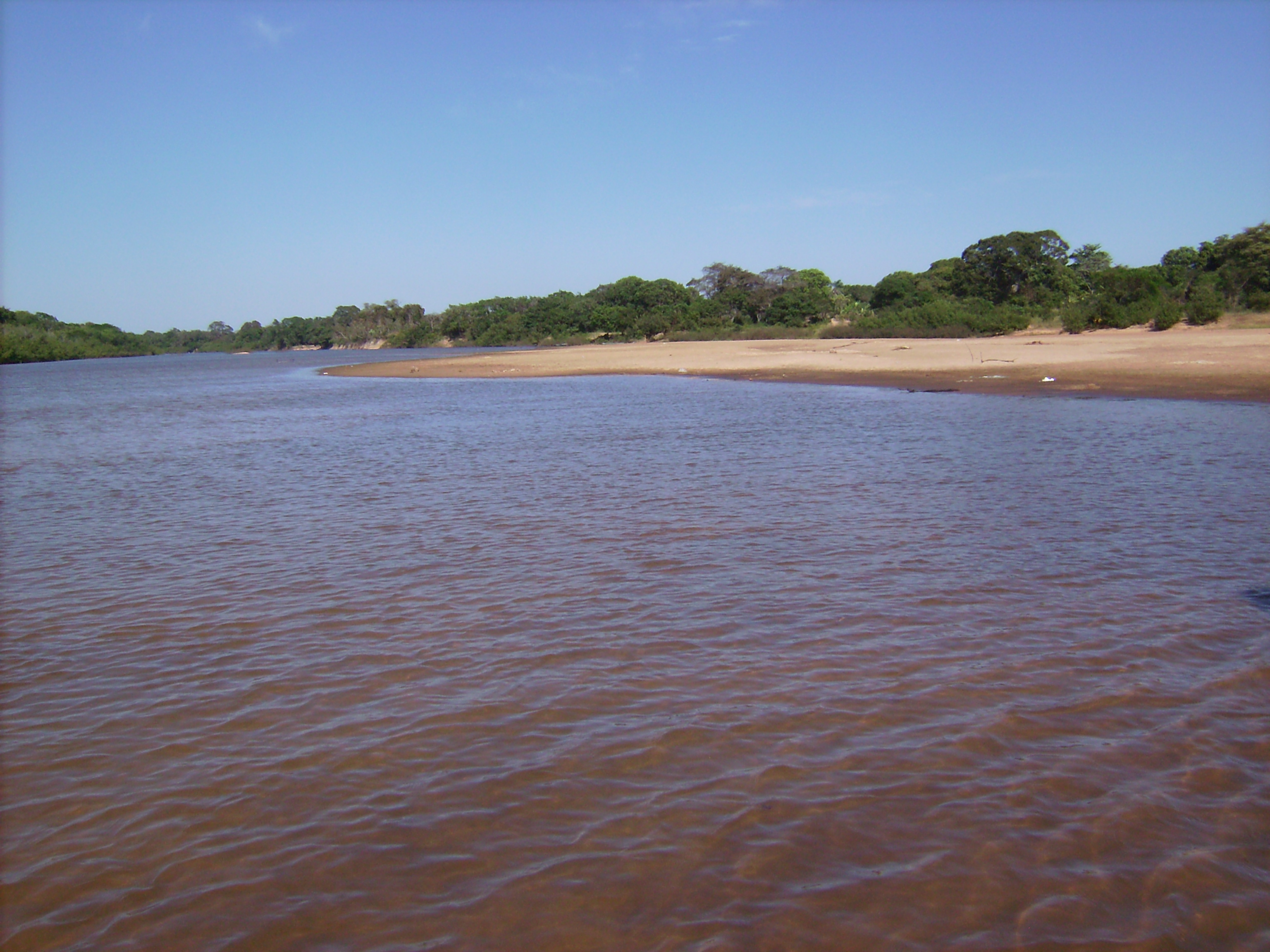
Острів Бананал